# Maccabi Asdod BC
El Maccabi Asdod BC (en hebreu: מכבי אשדוד) és la secció de bàsquet del club poliesportiu Maccabi Asdod, de la ciutat de Asdod a Israel. Va ser fundat en 1961 i juga a la lliga israeliana de bàsquet. Disputa els seus partits en el HaKiriya Arena, amb capacitat per 2.200 espectadors.

## Posició en la Lliga
| - 1998 - (1-3) - 1999 - (11-B) - 2000 - (B) - 2001 - (6-B) - 2003 - (9-Nat) - 2004 - (5-Nat) - 2005 - (8-Nat) - 2006 - (10-Nat) - 2007 - (12-Nat) | - 2008 - (10-Nat) - 2009 - (2-Nat) - 2010 - (4-Nat) - 2011 - (6-Premier League) - 2012 - (6) - 2013 - (10) - 2014 - (12) - 2015 - (11) - 2016 - (9) |

## Palmarès
- Lliga israeliana de bàsquet
  - Finalistes (1): 2011/12
- Copa israeliana de bàsquet
  - Finalistes (1): 2015/16
- Copa de la Lliga israeliana de bàsquet
  - Finalistes (1): 2012